# Zhidou

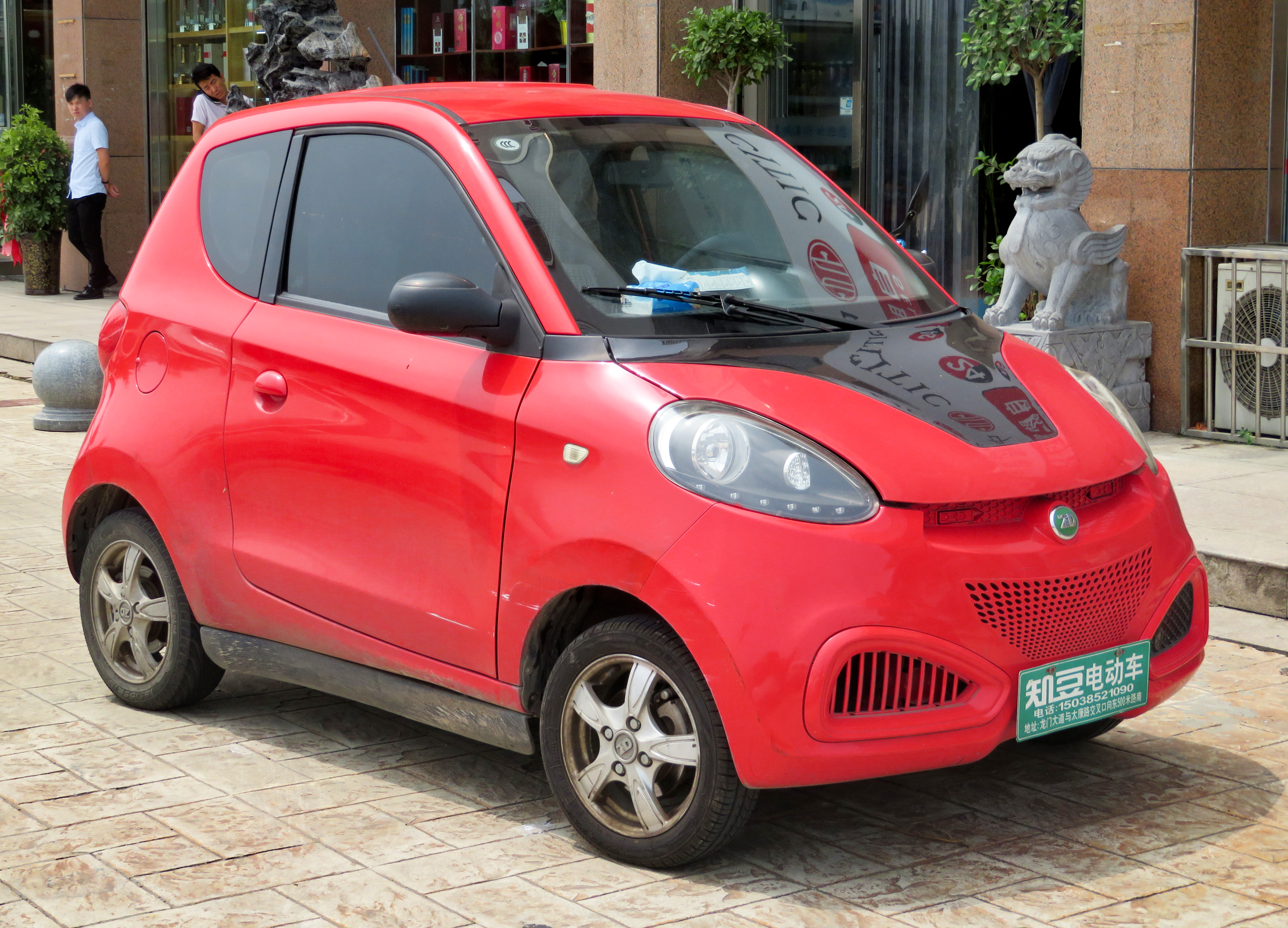
Zhidou D1

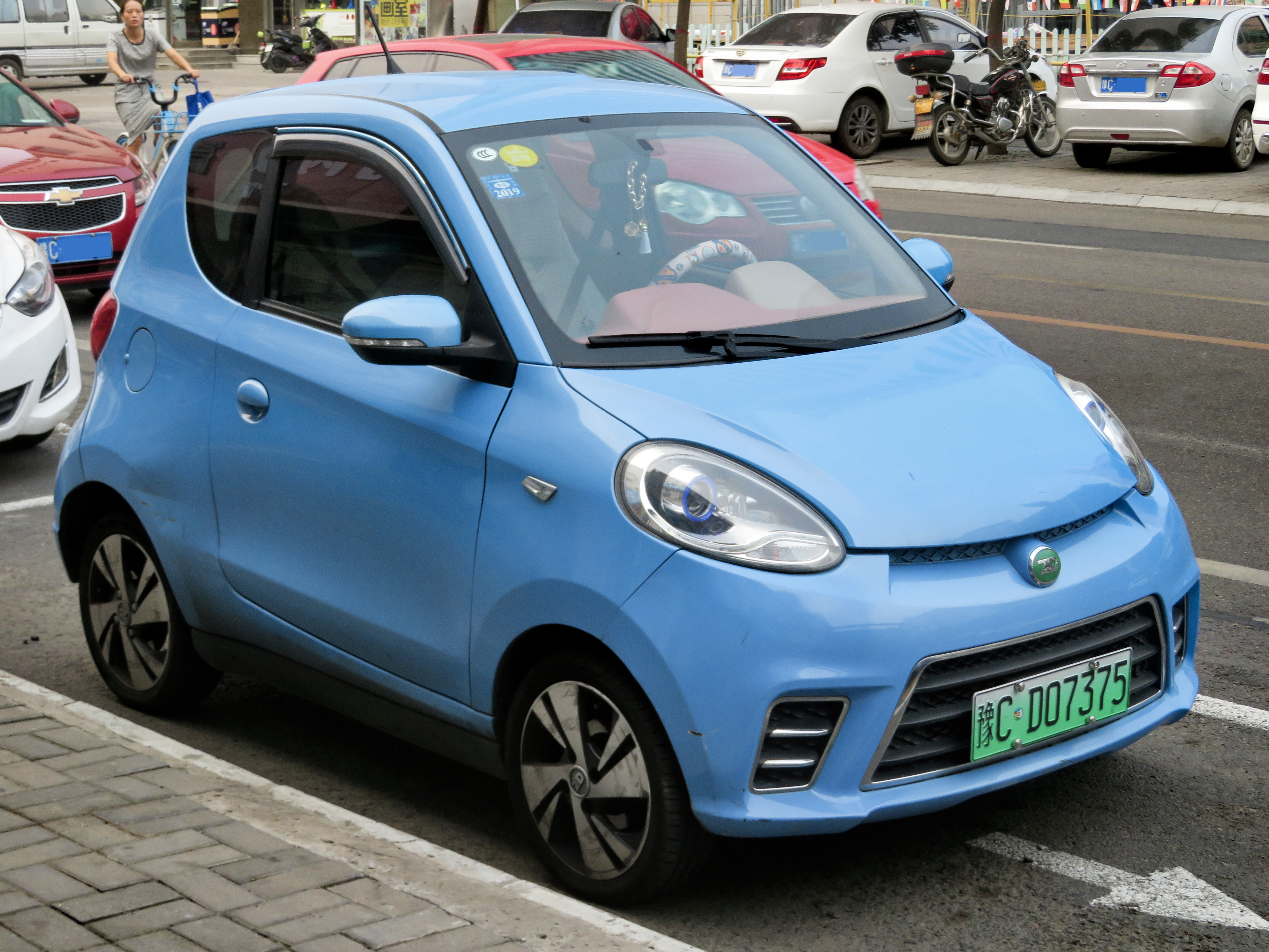
Zhidou D2

Zhidou ist eine Automarke aus der Volksrepublik China.

## Markengeschichte
Nach Informationen über die Marke begann 2006 ihre Geschichte. In dem Jahr startete die Entwicklung kleiner Elektroautos. 2007 gab es Vereinbarungen mit Greengo und SCE aus Italien. Für 2008 wurde ein Fahrzeug mit dem Namen ZD nach Europa geliefert. 2010 wurde ein weiteres Forschungszentrum in Shanghai eingerichtet. 2011 entstand ein Produktionswerk in Yinan. 2012 wurden europäische Zulassungsbestimmungen erfüllt und 2013 Qualitätsprüfungen bestanden. 2014 wurde Zhidou für ein Carsharing-Projekt in Italien ausgewählt. Im Januar 2015 gründeten drei Partner Zhidou Electric Vehicle.
Der tschechische Importeur nennt Entwicklung ab 2005 sowie den 23. Oktober 2012 als Beginn des offiziellen Imports nach Europa. Demnach waren die Fahrzeuge zunächst ausschließlich für Europa bestimmt. Als Hersteller wird Shandong Xindayang Electric Vehicle genannt. Dieses Unternehmen hat seinen Sitz in Linyi in der Provinz Shandong. Eine andere Quelle bestätigt, dass ab 2012 Fahrzeuge dieser Marke nach Italien exportiert wurden.
Der Geely-Konzern gibt in seinem jährlichen Bericht für das Jahr 2015 folgendes an: Am 8. Januar 2015 kam es zu einer Vereinbarung, mit mehreren Partnern ein Gemeinschaftsunternehmen zu gründen, an dem Geely 50 % halten sollte. Als Firmierung ist Ninghai Zhidou Electric Vehicles überliefert, kurz Ninghai Zhidou, vorher Xin Dayang Electric Vehicles. Das Grundkapital betrug anfangs 1 Milliarde Renminbi. Geely brachte anstelle von Kapital die Tochtergesellschaft Lanzhou Zhidou Electric Vehicles (vorher Lanzhou Geely Automobile Industrial) ein, an der Geely indirekt 99 % hielt und die etwa 500 Millionen Renminbi wert war. Im April 2015 war dieser Vorgang beendet. Im September 2015 stieg das Grundkapital auf 1,11111 Milliarden Renminbi. Geely hielt dann nur noch 45 % der Anteile. Als Partner werden die Xindayang Group und GSR Ventures genannt und als Ort Ningbo.
Eine andere Quelle bestätigt, dass Xin Dayang Electric Vehicles im Dezember 2014 in Ningbo gegründet wurde. Geely hielt daran 50 %. Inwieweit Ninghai Zhidou eine Neugründung oder nur eine Umbenennung war, bleibt unklar. Zhidou Europe bestätigt, dass es ein Gemeinschaftsunternehmen war, das von der Geely Holding Group, XDY  Machinery and Electronics Group und GSR Ventures gegründet wurde. Der Januar 2015 wird als Gründungsmonat angegeben. Bloomberg L.P. nennt den 6. Januar 2015.
Am 25. Juli 2016 beschloss Geely, die Anteile abzugeben. Dieser Vorgang war am 31. Oktober 2016 abgeschlossen.
Die Firmierung änderte sich in Zhidou Electric Vehicles. Dieses Unternehmen hatte seinen Sitz in Hangzhou. Zhidou Electric Vehicle Sales war die Vermarktungsgesellschaft. Sie gehörte zur Xindayang (XDY) machinery and electronics Group.
Am 30. Oktober 2019 wurden finanzielle Schwierigkeiten bekannt.
Für die Zeit zwischen 2015 und 2019 liegen Zulassungszahlen aus China vor.
Seit April 2024 werden wieder Fahrzeuge verkauft.

## Fahrzeuge
Im Angebot standen kleine Elektroautos mit zwei Sitzen.
Den Zhidou D1 gab es von 2015 bis 2017. Er entsprach dem Zotye E20. Laut einer Quelle fertigte Zhidou dieses Modell sogar.
Der Zhidou D2 stand von 2015 bis 2019 im Sortiment. Die Regierung stufte ihn als richtiges Auto ein und nicht als sogenanntes Low Speed Electric Vehicle. Mit 85 km/h Höchstgeschwindigkeit war es auch für Autobahnen zugelassen. Der Elektromotor leistete in der normalen Ausführung 25 PS und gegen Aufpreis 40 PS. Die Reichweite war mit 150 km angegeben. Das Fahrzeug war bei einem Radstand von 1765 mm 2808 mm lang, 1499 mm breit und 1555 mm hoch.
Der Zhidou D3 aus der Zeit von 2017 bis 2018 war mit 40 PS stärker motorisiert. Damit waren 100 km/h möglich. Die Reichweite war mit 180 km angegeben. Die Abmessungen des Fahrzeugs entsprachen dem D2, allerdings soll der Radstand 1865 mm betragen haben.
Mit dem 3,22 Meter langen Zhidou Rainbow kam im April 2024 ein neues Modell in den Handel.

## Markenzeichen
Das Markenzeichen zeigte zwei Symbole, die als Buchstaben Z und D lesbar sind, in einem liegenden Oval. Es wurde seit 2013 genutzt und 2015 geschützt. Rechteinhaber ist Shandong Xindayang Electric Vehicle.

## Statistik
Für Europa sind mehr als 3500 Fahrzeuge überliefert, die überwiegend nach Italien geliefert wurden.
2015 wurden 6164 Neuwagen dieser Marke in China zugelassen. In den beiden Folgejahren stieg die Zahl über 20.292 auf 42.484. Danach fielen sie wieder. 2018 wurden 15.336 Fahrzeuge zugelassen und 2019 nur noch 2.095. Die letzten Zulassungen waren im Juli 2019.
| Jahr                             |      |  | Stück  |        |
| 2015                             | 2015 |  | 6.164  | 6.164  |
| 2016                             | 2016 |  | 20.292 | 20.292 |
| 2017                             | 2017 |  | 42.484 | 42.484 |
| 2018                             | 2018 |  | 15.336 | 15.336 |
| 2019                             | 2019 |  | 2.095  | 2.095  |
| Verkaufszahlen in China, Quelle: |      |  |        |        |